# Biserica de lemn din Pluton

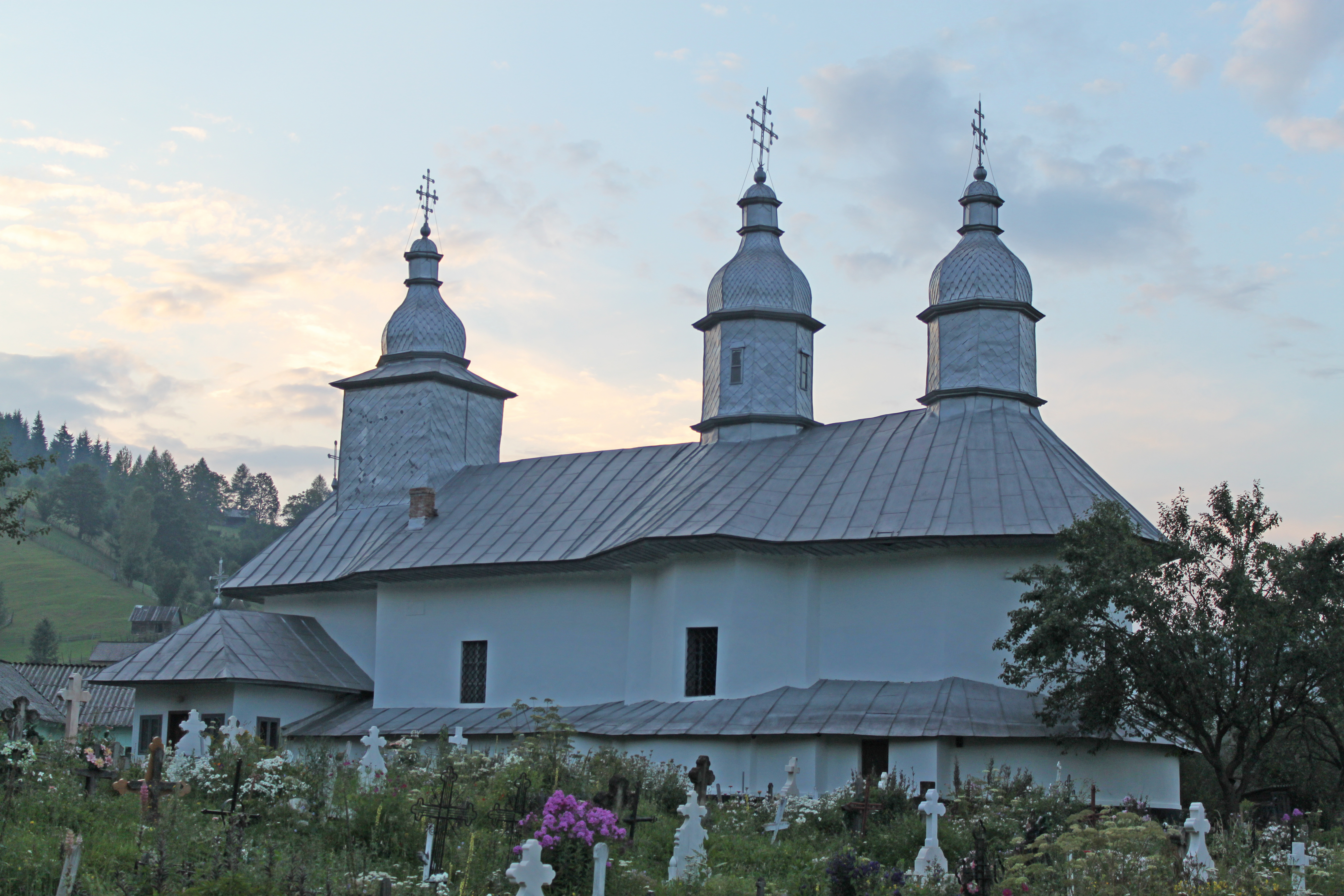
Biserica de lemn din Pluton, judeţul Neamţ

Biserica de lemn din Pluton din satul cu același nume din comuna Pipirig, județul Neamț.